# Olson (Familienname)
Olson ist ein Familienname. Zu Herkunft und Bedeutung siehe Olsson.

## Künstlername
- Olson (Rapper) (* 1987), deutscher Rapper (ehemals Olson Rough)

## Namensträger
- Aaron Olson (* 1978), neuseeländischer Basketballspieler
- Alec G. Olson (* 1930), US-amerikanischer Politiker
- Allen I. Olson (* 1938), US-amerikanischer Politiker
- Bill Olson (1930–2021), US-amerikanischer Skispringer
- Bree Olson (* 1986), US-amerikanische Pornodarstellerin und Penthouse Pet
- Brett Olson (* 1987), US-amerikanischer Eishockeyspieler
- Brian Olson (* 1973), US-amerikanischer Judoka
- Bud Olson (1925–2002), kanadischer Politiker
- Carl Olson (1928–2002), US-amerikanischer Boxer und Weltmeister im Mittelgewicht
- Carl Waldemar Olson (1864–1940), schwedischer Maler
- Charles Olson (1910–1970), US-amerikanischer Dichter
- Chris Olson (* 1964), amerikanischer Eishockeytorhüter
- Clifford Robert Olson (1940–2011), kanadischer Serienmörder
- Culbert Olson (1876–1962), US-amerikanischer Politiker
- Dale Olson (1934–2012), amerikanischer Homosexuellenaktivist und Presseagent für Hollywood
- Eivor Olson (1922–2016), schwedische Kugelstoßerin und Speerwerferin
- Eric Olson (Schriftgestalter) (* 1974), US-amerikanischer Schriftgestalter
- Eric N. Olson (* 1955), Biochemiker und Molekularbiologe
- Eric T. Olson (* 1952), US-amerikanischer Admiral
- Erik Olson (1901–1986), schwedischer Maler
- Evan Olson (* 1997), US-amerikanischer Ruderer
- Everett C. Olson (1910–1993), US-amerikanischer Wirbeltier-Paläontologe
- Floyd B. Olson (1891–1936), US-amerikanischer Politiker
- Frank Olson (1910–1953), amerikanischer Wissenschaftler
- Gustaf Olson (1883–1966), schwedischer Turner
- Harry Ferdinand Olson (1901–1982), Erfinder des Synthesizers
- Heather Lauren Olson (* 1982), amerikanische Schauspielerin
- Hermann Olson (1893–1958), deutscher Politiker
- Jack B. Olson (1920–2003), US-amerikanischer Politiker
- James Olson (1930–2022), amerikanischer Schauspieler
- James Stuart Olson (* 1946), US-amerikanischer Historiker
- Jeff Olson (* 1966), US-amerikanischer Skirennläufer
- Jenni Olson (* 1962), amerikanische Filmkuratorin, Archivarin, Filmregisseurin, Autorin, Filmproduzentin
- Josh Olson, US-amerikanischer Drehbuchautor, Filmregisseur und Filmproduzent
- Julia Olson-Boseman, US-amerikanische Politikerin
- Kaitlin Olson (* 1975), amerikanische Schauspielerin
- Len Olson (* 1968), kanadischer Wrestler, siehe Dr. Luther
- Levi Olson (* 1998), kanadischer Volleyballspieler
- Lute Olson (1934–2020), amerikanischer Basketballtrainer
- Mancur Olson (1932–1998), bedeutender Wirtschaftswissenschaftler
- Mark Olson (* 1961), amerikanischer Sänger
- Martin Olson (* 1956), US-amerikanischer Drehbuchautor
- Matt Olson (* 1994), US-amerikanischer Baseballspieler
- Maynard V. Olson (* 1943), US-amerikanischer Genetiker
- Michael Olson (* 1966), US-amerikanischer Geistlicher, Bischof von Fort Worth
- Nancy Olson (Schauspielerin) (* 1928), US-amerikanische Schauspielerin
- Nancy Olson (Rollstuhltennisspielerin) (* 1957), US-amerikanische Rollstuhltennisspielerin
- Ole Olson (1872–1954), US-amerikanischer Politiker
- Olivia Olson (* 1992), amerikanische Schauspielerin und Sängerin
- Oscar Olson (1878–1963), amerikanischer Leichtathlet
- Peter Olson (* 1950), US-amerikanischer Verlagsmanager
- Pete Olson (* 1962), US-amerikanischer Politiker
- Ragnar Olson (1880–1955), schwedischer Dressurreiter
- Roger E. Olson (* 1952), US-amerikanischer baptistischer Theologe und Autor
- Roy E. Olson (* 1931), US-amerikanischer Bauingenieur für Geotechnik
- Russell Olson (1924–2010), US-amerikanischer Politiker
- S. Douglas Olson (* 1957), US-amerikanischer Klassischer Philologe
- Storrs L. Olson (1944–2021), US-amerikanischer Paläontologe und Ornithologe
- Sven-Olof Olson (1926–2021), schwedischer General
- Theodore Olson (1940–2024), US-amerikanischer Jurist
- Weldon Olson (1932–2023), US-amerikanischer Eishockeyspieler
- William C. Olson (1920–2012), US-amerikanischer Politikwissenschaftler